# لوئیجی پالئاری
لوئیجی پالئاری (انگلیسی: Luigi Paleari; ۸ نوامبر ۱۹۴۱ – ۲ اوت ۲۰۲۱) بازیکن فوتبال اهل ایتالیا بود.
از باشگاه‌هایی که در آن بازی کرده‌است می‌توان به باشگاه فوتبال کومو اشاره کرد.